# ビル・グレンジャー

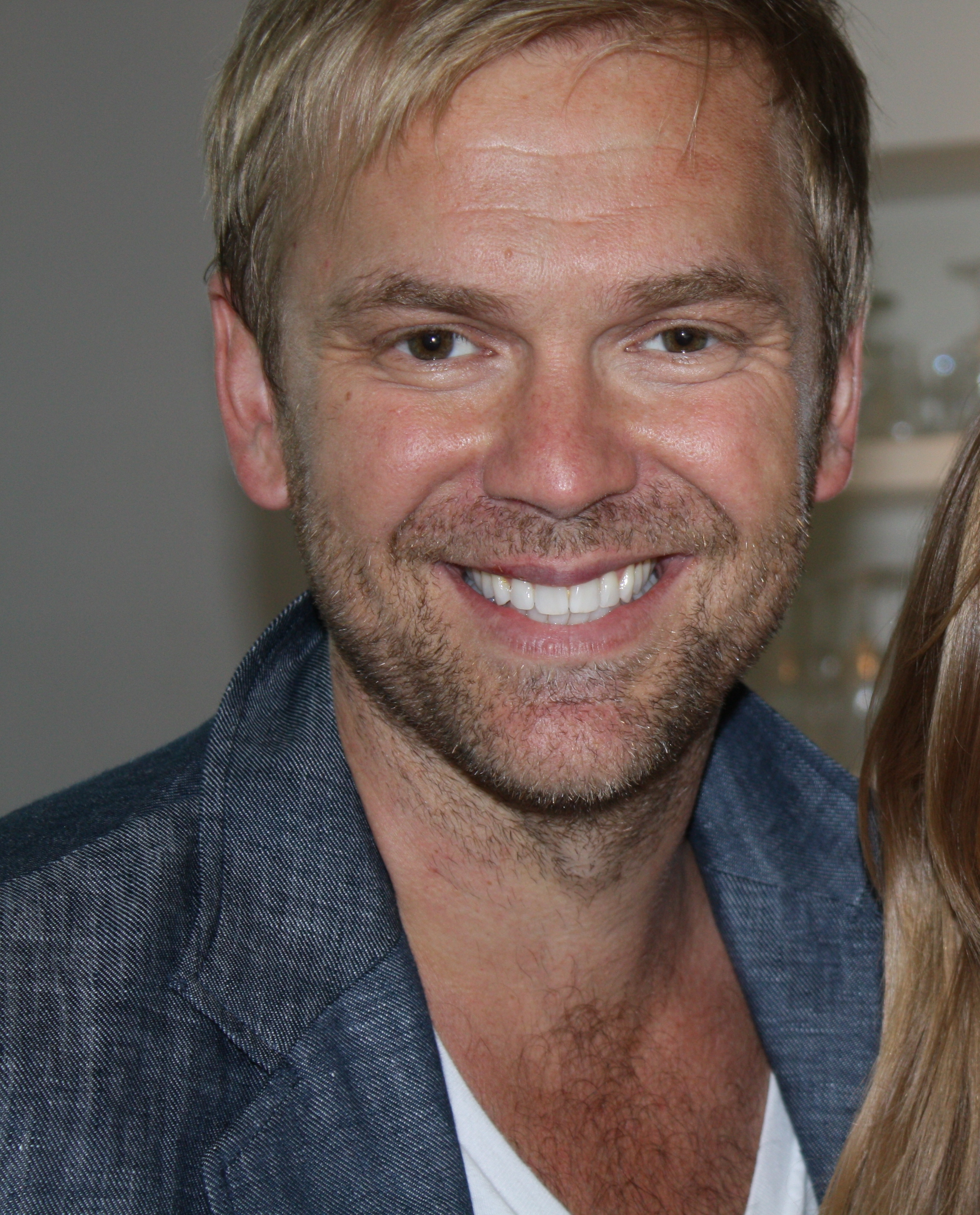
ビル・グレンジャー

ビル・グレンジャー（英語: Bill Granger、1969年8月29日 - 2023年12月25日）は、オールデイカジュアルダイニングのレストランター、フードライター、独学の料理人。

## プロフィール
グレンジャーはオーストラリアのメルボルン出身。1980年代にシドニーに移住。1993年、シドニー郊外のダーリンハーストにbills 1号店をオープン。1996年にサリーヒルズ、2014年にボンダイビーチにオープンし、現在オーストラリアに3店舗を展開する。
2008年に海外初出店として日本1号店を七里ヶ浜にオープン。現在日本では、七里ヶ浜、お台場、横浜赤レンガ倉庫、表参道、二子玉川、福岡、銀座、大阪に8店舗を展開。その他、韓国に2店舗、ハワイに1店舗、イギリスに「Granger & Co.」という名のロンドン版billsを4店舗を展開している。
2023年のクリスマスにロンドンの病院で死去。54歳没。同月26日に遺族から死去したことが発表された。

## 来歴
オーストラリア・メルボルンで、肉屋で働く父とベジタリアンの母との間に生まれた。1980年後半、ビルは地元メルボルンを離れ、アートを勉強するためにシドニーに移る。大学在学中にレストランでウェイターとして働いた経験が、予てより抱いていた食への情熱を復活させる。料理学校などへは通わず独学で培った、様々な斬新なアイデアでその才能を開花させ、1993年、24歳の時にシドニー郊外のダーリンハーストに、レストラン「bills」をオープンする。地元の客からも観光客からも愛される人気店として賑わい大成功を収め、1996年サリーヒルズ郊外にbillsの2号店をオープン。
2014年にオープンしたボンダイビーチの店舗を含め、現在オーストラリアに3店舗を持つ。
ビル・グレンジャーの作るスクランブルエッグは、地元の人から世界的セレブまでを虜にし、レオナルド・ディカプリオやナオミ・ワッツなどハリウッドセレブも多数訪れ、近所に住んでいた離婚前のトム・クルーズとニコール・キッドマンにとって、billsは行きつけの店だったという。
ロンドンのタイムズ紙には、”Best scrambled eggs in the world（世界一のスクランブルエッグ）”と絶賛され、2002年には、ニューヨークタイムズ紙で、ビル・グレンジャーは”The Egg Master of Sydney (シドニーのエッグマスター) ”と称された。またビルの新鮮な食材の味を存分に活かす料理法は、Financial Timesで”Australia’s Mr. Simplicity（オーストラリアのMr.シンプル）”と紹介された。
2008年に初の海外進出として、かつて住んでいたこともある日本に国外初出店を決める。故郷オーストラリアのビーチとも重なる雰囲気を感じ、神奈川県の七里ヶ浜にbills 日本第1号店をオープン。
数多くのメディアにも取り上げられ、そのスクランブルエッグは「世界一の朝食」と呼ばれるなど、話題となった。
現在日本では8店舗を展開し、2018年でbills日本上陸10周年を迎える。
日本以外にも韓国に2店舗（Gwanghwamun、Jamsil）、ハワイに1店舗（Waikiki）、イギリスに4店舗（Chelsea、Clerkenwell、King’s Cross、Notting Hill）を展開。
イギリスでは、「Granger & Co.」という名前で営業しているが、メニューやブランド自体はbillsと同じ。